# Frontalieri
I frontalieri sono cittadini residenti in uno Stato che lavorano in un altro Stato.

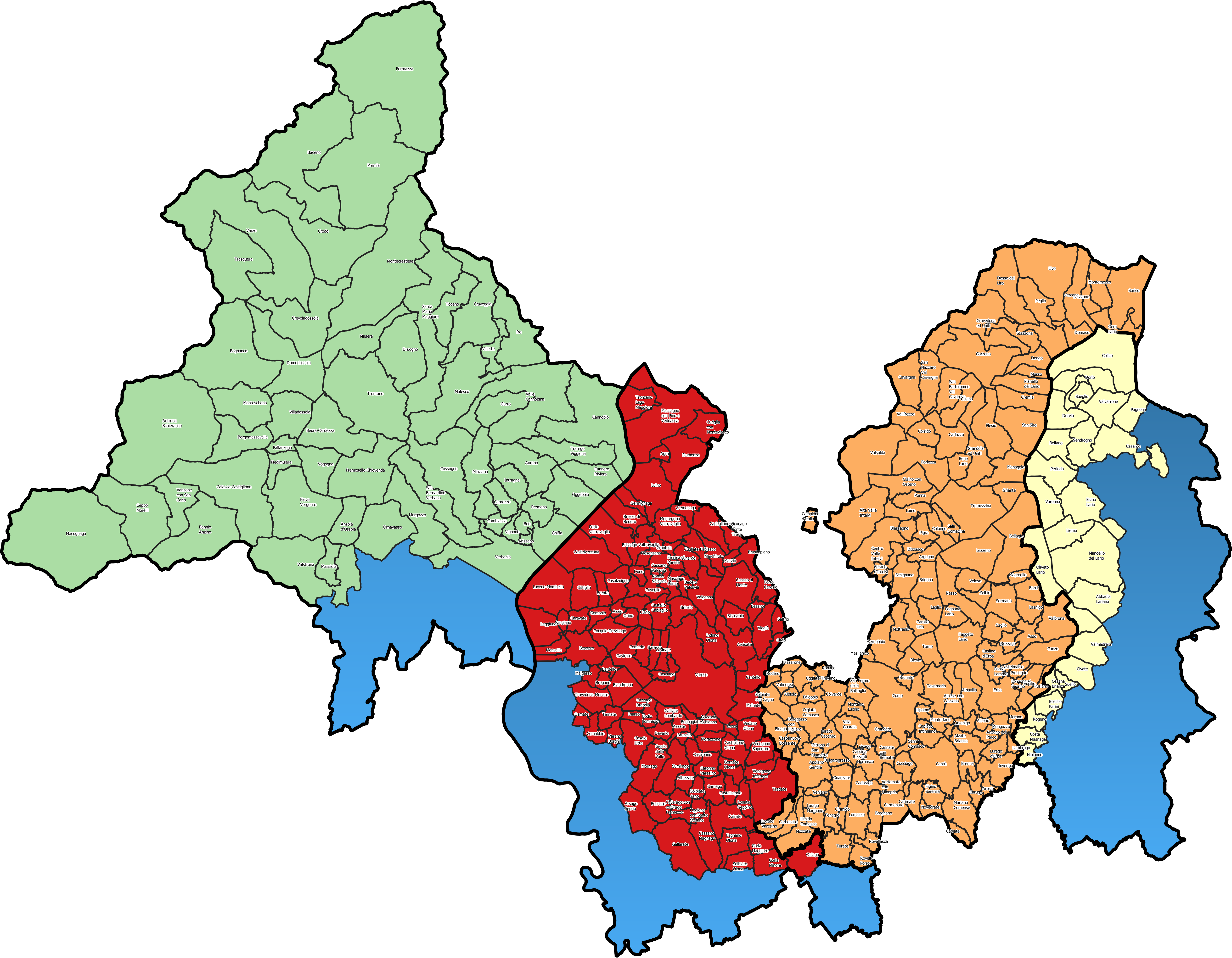
Lista dei Comuni italiani di frontiera (colorati per provincia), in virtù dell’Accordo del 3 ottobre 1974 tra Italia e Svizzera relativo all’imposizione fiscale dei lavoratori frontalieri

La Convenzione istitutiva dell'Associazione Europea di Libero Scambio (AELS) firmata a Stoccolma il 4 gennaio 1960 definisce e regolamenta le attività dei cittadini di uno Stato membro che risiedono sul territorio di uno Stato membro ed esercitano un'attività indipendente sul territorio di un altro Stato membro e ritornano al luogo del proprio domicilio di norma ogni giorno o almeno una volta alla settimana.

## Frontalieri italiani
| Paese di lavoro    | Frontalieri |
| ------------------ | ----------- |
| Svizzera           | 87 390      |
| San Marino         | 6.500       |
| Monaco             | 3.700       |
| Francia            | 1.500       |
| Città del Vaticano | 1.894       |

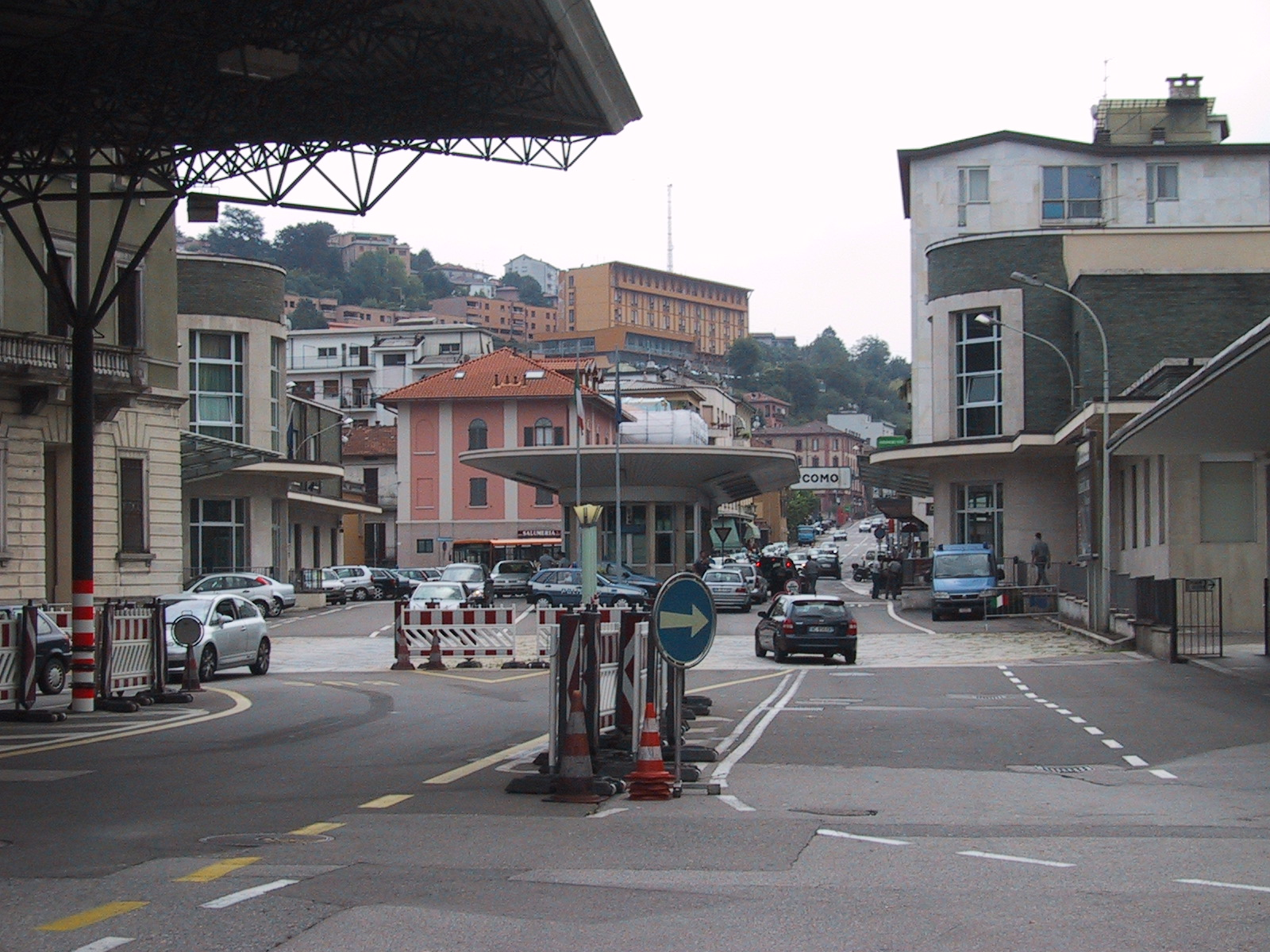
Frontiera italo-svizzera a Chiasso. La maggior parte dei frontalieri italiani lavora in Svizzera, dove hanno raggiunto le 87.390 unità nel secondo trimestre del 2022; principalmente nel Canton Ticino, ma anche nel Canton Vallese e nel Cantone dei Grigioni

Un accordo fra Italia e Canton Ticino stabilisce il diritto dei lavoratori italiani frontalieri a non subire la doppia imposizione fiscale da parte dei due Stati e a beneficare del ritorno delle somme versate al fisco elvetico. Il distacco lavorativo transfrontaliero è un tema che interessa 17.5 milioni di lavoratori europei ed è regolato dalla direttiva n. 2018/957, recepita dal decreto legislativo n. 122 del 15 Settembre 2020.
L'accordo sulla tassazione dei frontalieri del 1974 prevede che gli italiani non paghino l'IRPEF, ma che paghino le imposte sul reddito soltanto in Svizzera.